# Uczelniany Parlament ZSP PG
Uczelniany Parlament ZSP PG – organizacja studencka działająca na Politechnice Gdańskiej w latach 1957-1973. 

## Historia powstania UP ZSP PG
Organizacja została założona na bazie pomysłu jednego z ówczesnych studentów PG, Andrzeja Konopackiego, na wzór podobnych organizacji studenckich działających w Szwecji. Pierwsze kroki nad zorganizowaniem parlamentu na Politechnice Gdańskiej podjęli dwaj inni studenci – Czesław Druet oraz Bogusław Sakowicz, którzy opracowali strukturę parlamentu oraz przedstawili prezydium projekt ordynacji wyborczej Uczelnianego Parlamentu Zrzeszenia Studentów Polskich PG (UP ZSP PG).
Preludium pierwszej sesji obrad był bezpłatny dodatek do 11. numeru dwutygodnika „Uwaga”, który ukazał się 9 listopada 1957 r. Materiał zawierał hasła i informacje dotyczące procedury, terminów i miejsca zapisów do Zrzeszenia Studentów Polskich PG. Podano też aktualny skład Rady Uczelnianej ZSP PG. 
Wybory do parlamentu odbyły się w listopadzie 1957 r., jednocześnie z wyborami do ZSP PG. Były to pierwsze bezpośrednie, powszechne i równe wybory, przeprowadzane tajnie. Posłami do parlamentu zostali kandydaci, którzy uzyskali największą liczbę głosów według kolejności. 

## Działalność UP ZSP PG
Pierwsza sesja parlamentu odbyła się 25 listopada 1957 r. w Auli Politechniki Gdańskiej. Trwała ona dwa dni, w trakcie których poruszono wiele różnorodnych problemów, jak np. budowę chodnika przy ul. Siedlickiej w Gdańsku. Drugie obrady – 16 marca 1958 r. – dotyczyły spraw ekonomicznych, tj. niedostatecznego wyżywienia w akademickich ośrodkach zdrowia, pozbawienia opieki świeżych absolwentów itp. Trzecia natomiast skupiła się wokół tematyki przeciążenia programów nauki. 
Działalność parlamentu pierwszej kadencji w latach 60. skupiała się na kwestiach związanych z nauką. W tym czasie opracowano m.in. program opieki na pierwszym roku oraz zakres obowiązków opiekunów grupy, na którym wzorowały się inne uczelnie. Ułożona została również ankieta dotycząca obciążenia programowego studenta, stopnia trudności i przyczyn niezrozumiałości wykładów. Doceniając wkład pracy i poświęcenie kolegów i koleżanek UP ZSP PG wystąpił do władz uczelni o wynagradzanie najlepszych studentów. 
Lata 60. to okres pierwszych jubileuszy istnienia parlamentu tj. 5- czy 10-lecie. 22 kwietnia 1963 r., z okazji 5-lecia Uczelnianego Parlamentu ZSP PG, zorganizowano jego nadzwyczajną, jubileuszową sesję. Działająca w ramach parlamentu komisja kultury zajmowała się organizowaniem wydarzeń kulturalnych, tj. koncertów muzycznych, wystaw malarskich i fotograficznych czy przedstawień teatralnych. Kadencje parlamentu przypadające na lata 1965-66 i 1966-67 to okres jego działania m.in. pod hasłem „Razem zaczynamy – razem kończymy studia”, co bywało trudne do spełnienia przy 6 dniach nauki tygodniowo i jednym poświęconym na studium wojskowe, wiążącym się czasami z całodobową służbą wartowniczą. 28 października 1967 r. obchodzono jubileusz 10-lecia UP ZSP PG. Końcówka lat 60. oraz lata 70. to dla parlamentu czas wielkich ograniczeń, których wyrazem było m.in. uniemożliwienie zorganizowania Neptunalii w roku 1967 i zawieszenie ich do roku 1971, czy likwidacja Zrzeszenia Studentów Polskich w 1973 roku. Władze uczelni zaczęły kłaść coraz większy nacisk na pracę ideowo-wychowawczą, m.in.: organizację imprez rocznicowych, czynów społecznych czy studenckich praktyk robotniczych. Samorząd, nie chcąc zaprzepaścić dotychczasowego dorobku, zajął się kulturą, turystyką,    sportem, kołami naukowymi i spółdzielczością.
W marcu 1973 r., mocą odgórnych decyzji, wszystkie działające na uczelni organizacje studenckie zostały połączone w jeden Socjalistyczny Związek Studentów Polskich, a Uczelniany Parlament ZSP Politechniki Gdańskiej przestał istnieć. 